# Zbigniew Niemiński
Zbigniew Niemiński (ur. 13 maja 1939 w Mińsku Mazowieckim, zm. 2003) – polski działacz partyjny i samorządowy, w latach 1985–1989 I sekretarz Komitetu Wojewódzkiego PZPR w Zielonej Górze.

## Życiorys
Syn Zygmunta i Ireny. Był słuchaczem Wyższej Szkoły Partyjnej KPZR w Moskwie, kształcił się też w Wieczorowym Uniwersytecie Marksizmu-Leninizmu (1968) i Wojewódzkiej Szkole Partyjnej. Wstąpił do Polska Zjednoczonej Partii Robotniczej. Został m.in. członkiem POP PZPR w przedsiębiorstwie usług technicznych PGR Lubsko i I sekretarzem Komitetu Zakładowego przy hucie miedzi w Głogowie. Objął stanowisko instruktora w Komitecie Wojewódzkim PZPR w Zielonej Górze. Od 1984 pozostawał sekretarzem ds. organizacyjnych w KW i członkiem jego egzekutywy, należał też do rady wojewódzkiej PRON. Od 19 grudnia 1984 do 16 kwietnia (lub 31 grudnia 1989) pełnił funkcję I sekretarza KW PZPR w Zielonej Górze. Od 1986 należał również do Komitetu Centralnego partii. W latach 1998–2002 był przewodniczącym rady gminy Świdnica.
Pośmiertnie wyróżniony tytułem honorowego obywatela gminy Świdnica.